# Orquestra Sinfônica Nova
A Orquestra Sinfónica (português europeu) ou Sinfônica (português brasileiro) Nova (em búlgaro:  Нов симфоничен оркестър) é uma das mais conhecidas orquestras da Bulgária.

## História
A orquestra foi fundada em 1991 em Sófia, Bulgária, pela crítica de música Julia Hristova, como uma alternativa de criar uma instituição musical. 

## Diretores Musicais
- Alexey Izmirliev (1991-1992)
- Eraldo Salmieri (italiano) (1992-1995)
- Rossen Milanov (desde 1997)